# Asediul Nicomediei
Asediul Nicomediei a fost un asediu otoman al orașului bizantin Nicomedia care a durat între anii 1333 și 1337. Asediul a dus la capturarea orașului de către otomani, care au capturat ultimul teritoriu al Constantinopolului din Asia.

## Cauze
Începând cu 1299, noul stat turc otoman a început să-și însușească teritoriile Imperiului Bizantin. Pierderea orașului Niceea a fost începutul avansului otoman, care a dus la dispariția Imperiului Bizantin și a altor câteva state grecești.

## Asediul
După asediul și capturarea Niceei din anul 1331, pierderea Nicomediei era doar o chestiune de timp. Împăratul bizantin a încercat să-l convingă pe sultanul turc Orhan Gazi să nu ocupe Nicomedia, cu toate acestea, în 1337, orașul a fost luat cu asalt și capturat de otomani. Imperiul Bizantin nu și-a mai revenit după această înfrângere, ultimul bastion bizantin în Anatolia a căzut.

## Urmări
După căderea Nicomedia, situația Imperiului Bizantin a devenit de neconceput. Spre deosebire de situația din 1096, imperiul a avut mai mult decât câteva domenii și nu a mai reușit să mențină un număr de orașe din Peloponez. Cu presiunea din partea Serbiei și a vecinilor maghiari la frontierele sale vestice și a otomanilor în est, vulturul cu două capete al Bizanțului s-a fost văzut în pericol venit din două direcții, în același timp.